# Xian de Maralbexi
Cette page contient des caractères spéciaux ou non latins. S’ils s’affichent mal (▯, ?, etc.), consultez la page d’aide Unicode.
Le xian de Maralbexi (巴楚县 ; pinyin : Bāchǔ Xiàn ; ouïghour : مارالبېشى ناھىيىسى / Maralbeşi Nahiyisi) est un district administratif de la région autonome du Xinjiang en Chine. Il est placé sous la juridiction de la préfecture de Kachgar.

## Climat
Les températures moyennes pour le district vont de -6,2 °C pour le mois le plus froid à +26,4 °C pour le mois le plus chaud, avec une moyenne annuelle de +12,1 °C (chiffres arrêtés en 1990).

## Démographie
La population du district était de 357 417 habitants en 1999.